# Coipasa
Coipasa – płytkie jezioro w zachodniej Boliwii w departamencie Oruro, położone na wysokości 3653 m n.p.m. w Andach Środkowych na płaskowyżu Altiplano, około 160 km na południowy zachód od miasta Oruro – stolicy departamentu, i około 30 km na południowy wschód od Sabayi, blisko granicy z Chile.
Do jeziora uchodzą: od północy rzeka Lauca, mająca swój początek na terytorium Chile, od wschodu Laca Jahuira, wypływająca z jeziora Poopó, oraz od północnego wschodu Chullpan Kkota. Dopływ wody może być jednak znacząco ograniczony lub całkowicie zatrzymany w okresie suszy. Jezioro otoczone jest przez Salar de Coipasa – rozległe solnisko o powierzchni 2218 km², drugie pod względem wielkości solnisko w Boliwii, tuż po leżącym na południowy wschód od jeziora solnisku Salar de Uyuni. U południowo-zachodniego brzegu jeziora wznosi się masyw wulkaniczny, którego najwyższy stożek Cerro Villa Pucarani położony jest na wysokości 4910 m n.p.m.
Jezioro jest pozostałością po plejstoceńskich rozległych jeziorach: Minchin, datowanym na lata 30 000–23 700 p.n.e., oraz Tauca, istniejącym w latach 16 000–11 790 p.n.e.

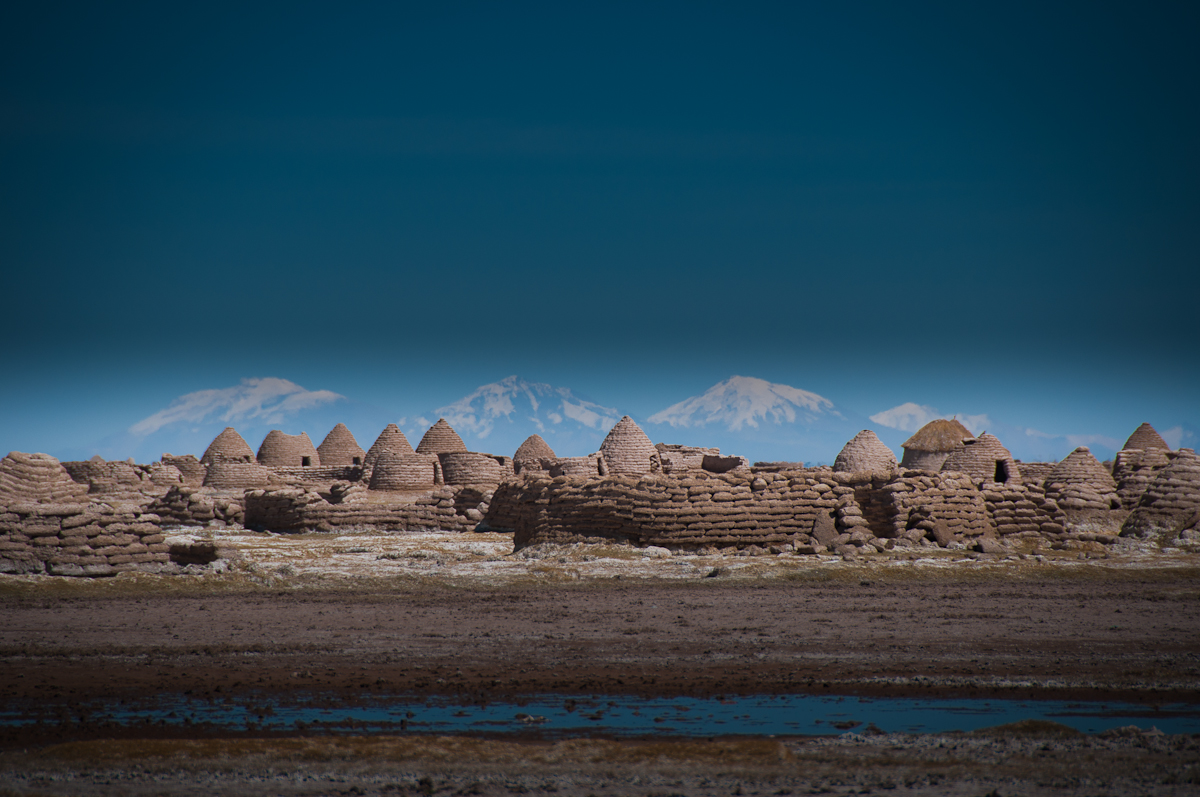
Osada Chipaya

Woda w północno-wschodniej części jeziora, w miejscu ujścia Lauki, cechuje się ciemniejszym zabarwieniem niż w innych, co związane jest z sedymentacją osadów niesionych przez rzekę, głównie skał pochodzenia wulkanicznego, mających ciemną barwę.
Pobliskie osady, głównie Chipayę i Ayparavi, zamieszkują Indianie Uru z grupy Chipaya. Osada Chipaya pierwotnie położona była nad brzegiem Coipasy, jednak w wyniku stopniowego wysychania jeziora oddaliła się o kilka kilometrów. W podobnej odległości położone są również osady Coipasa i Villa Vitanila.
Na opracowaniach kartograficznych z 1830 Coipasa widnieje pod nazwą Laguna Chipaya.